# بيرسي لويس (لاعب كريكت)
بيرسي لويس (بالإنجليزية: Percy Lewis)‏ (13 مارس 1864 في أستراليا - 22 نوفمبر 1922) هو لاعب كريكت أسترالي. لعب مع فريق فكتوريا للكريكت.

## وصلات خارجية
- بيرسي لويس على موقع إي آس بي آن كريك إنفو (الإنجليزية)